# Hippolytuskapel (Delft)

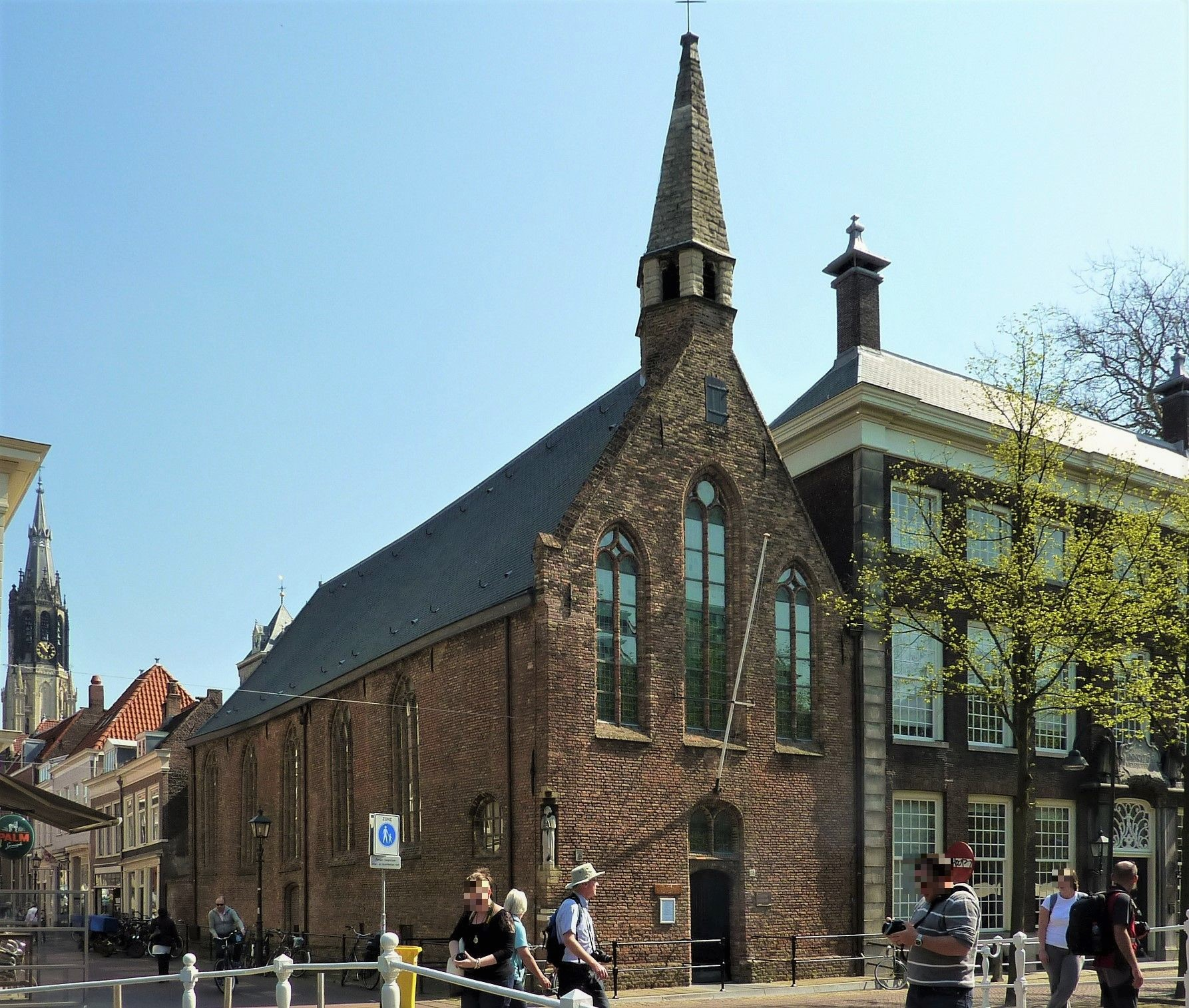
Die Hippolytuskapel in Delft

Die Hippolytuskapel ist eine römisch-katholische Kapelle in Delft in der niederländischen Provinz Südholland. Die Kapelle ist als Rijksmonument eingestuft.

## Beschreibung
Das Gotteshaus entstand kurz nach 1400 als einschiffige spätgotische Kirche mit sechsseitigem Giebelturm mit Natursteinspitze als Kapelle eines Frauenkonvents, des Heilig Geestzusterhuis (deutsch: Heilig-Geist-Schwesternhaus) für alleinstehende Frauen. Das Patrozinium war ursprünglich der Heilige Geist. Nach dem Stadtbrand von 1536 wurde die Kapelle mit einem neuen Tonnengewölbe wieder aufgebaut. 1623 erfolgte der Umbau des Bauwerks zu einem Kriegslager. Die Fassade wurde 1910 grundlegend restauriert und 1924 nach Plänen von W. Scheepens nochmals umgebaut, als das Gebäude Aula der Technischen Hochschule wurde. Diese Nutzung endete 1966. 1972 wurde die Kapelle durch die römisch-katholische Gemeinde übernommen und dem Patrozinium des heiligen Hippolyt von Rom unterstellt. Dabei wurde das Patrozinium der Delfter Sint-Hippolytuskerk übernommen, die 1971 aufgegeben und 1974 niedergelegt wurde. Das Orgelgehäuse aus dem 18. Jahrhundert stammt aus der katholischen Kirche in Roelofarendsveen, einem Ortsteil von Kaag en Braassem.